# Бодо, Этьен
Этье́н Бодо́ (фр. Étienne Baudo; 28 февраля 1903, Марсель — 30 мая 2001, там же) — французский гобоист. Отец Сержа Бодо.
Сын уличной торговки рыбой, с детства работал в марсельском порту. Затем по совету соседей поступил в Марсельскую консерваторию, а затем и в Парижскую, окончив курс в 1924 г. у Луи Блёзе. Женился на Жермене Тортелье, старшей сестре Поля Тортелье.
В 1929—1950 гг. гобоист Оркестра Ламурё, играл также в оркестре Опера-комик. В 1933—1964 гг. в оркестре Парижской оперы (преимущественно играл на английском рожке). Был в составе оркестрантов, исполнявших премьеру Болеро Равеля под управлением автора.
В 1960—1970-е гг. профессор Парижской консерватории. Среди его учеников, в частности, Морис Бург.